# آنجلا رینر
آنجلا رینر (انگلیسی: Angela Rayner؛ زادهٔ ۲۸ مارس ۱۹۸۰) یک سیاستمدار بریتانیایی است که از ژوئیه ۲۰۲۴ به عنوان معاون نخست وزیر بریتانیا و وزیر مسکن، جوامع و دولت محلی خدمت می‌کند. او از سال ۲۰۲۰ معاون رهبر حزب کارگر و نیز از سال ۲۰۱۵ به عنوان نماینده حزب‌ کارگر (MP) در مجلس عوام از حوزه اشتون-آندر-لاین خدمت می‌کند. رینر به عنوان یک سوسیالیست و به عنوان بخشی از چپ نرم حزب کارگر شناخته می شود.